# Aktuogeologie
Die Aktuogeologie  ist die Wissenschaft von der Bildungsweise fossil möglicher geologischer Urkunden in der Gegenwart. Sie geht also davon aus, dass vorzeitliche geologische Prozesse durch Beobachtung der in der Gegenwart ablaufenden Prozesse zu erklären sind.
Basis für die Aktuogeologie ist die Aktualismus-Theorie.
Der Aktualismus gilt als wichtigste Gedankengrundlage zur Interpretation geologischer Erscheinungsbilder.
Er setzt voraus, dass alle geologischen Kräfte und Vorgänge in der Vergangenheit mit den heutigen Kräften und Vorgängen identisch sind, wodurch sofort Rückschlüsse vom Beobachteten auf die früheren Entstehungsabläufe gezogen werden können. Die Geschichte der Erde wird hier im Gegensatz zur Kataklysmentheorie als Zusammenfassung vieler verschiedener Wirkungs- und Entstehungsvorgänge gewertet. Es zeigen sich allerdings in der Erdgeschichte sprunghafte Steigerungen des normalen Geschehens, so dass man aus dem heutigen aktuogeologischen Bild nicht immer plausible Erklärungen für diese Vorgänge finden kann. Beispiele hierfür sind z. B. die Eiszeiten, Zeiten verstärkten Vulkanismus, Orogenesen und schlagartige Veränderung von Flora und Fauna. Ein Geologe muss also trotz Anerkennung des aktuogeologischen Bilds  mit auftretenden Besonderheiten rechnen.